# ニコライ・アレクサンドロヴィチ
ニコライ・アレクサンドロヴィチ（ロシア語: Николай Александрович, 1843年9月20日［ユリウス暦9月8日］ - 1865年4月24日［ユリウス暦4月12日］）はロシア大公、ツェサレーヴィチ（皇太子、称号保持1855年 - 1865年）。家族からは「ニクサ」（Никса）の愛称で呼ばれていた。

## 生涯
1843年9月20日にツァールスコエ・セローで、皇帝ニコライ1世の長男アレクサンドル・ニコラエヴィチ皇太子（後のアレクサンドル2世）と、その妃マリア・アレクサンドロヴナとの間に長男として生まれた。第二子であり、姉には夭折したアレクサンドラ大公女がいる。すぐ下の弟アレクサンドル（後のアレクサンドル3世）とは非常に仲が良く、弟は崇拝に近いほど兄を愛した。名は祖父である皇帝ニコライ1世にちなんで名付けられた。

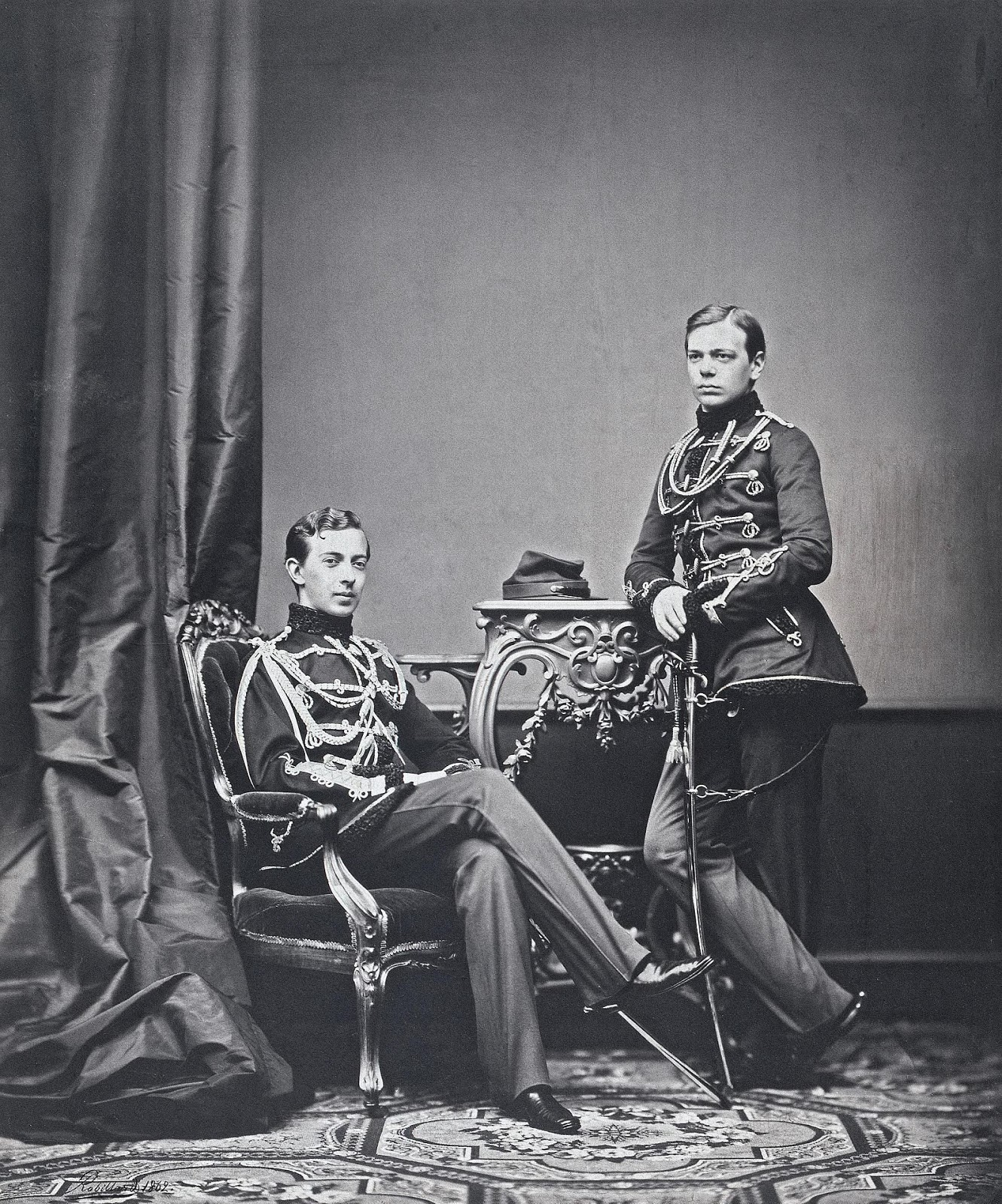
ニコライ・アレクサンドロヴィチ（左）、後のアレクサンドル3世（右）、1860年代

ニコライは帝王教育を受け、早くから類い稀な才能を示した。また、社交的で容姿端麗だったこともあり、周囲から溺愛されていた。
1855年、祖父が崩御し、父がアレクサンドル2世として帝位につくと同時に11歳で立太子し、ツェサレーヴィチとなった。
1859年、16歳で成人を迎えると、セルゲイ・ストロガノフが教育主任となり、より専門的な教育を受けた。ストロガノフが招集した教師には、ボリス・チチェーリン、コンスタンチン・ポベドノスツェフ、イワン・ゴンチャロフ、セルゲイ・ソロヴィヨフ、フョードル・ブスラーエフなど著名な人物も含まれた。
1863年、ストロガノフ、ポベドノスツェフ、イワン・バブスト、アレクセイ・ボゴリューボフらと共に、数ヶ月に渡る国内査察旅行に赴いた。
1864年、ストロガノフ、チチェーリンらと共にバイエルン、オランダ、デンマーク、ヘッセン、プロイセン、イタリアなど諸外国へ赴き、諸王との会談を行った。

### 婚約
ニコライはオルデンブルク公女エカチェリーナから情熱的に恋され、縁談も存在していた。また、従妹のロイヒテンベルク公女エヴゲニヤも彼に恋していたといわれる。しかし、汎スラヴ主義の台頭、プロイセンの影響力拡大などから、国内ではドイツ諸邦以外の王女との婚姻を望む声が大きくなった。

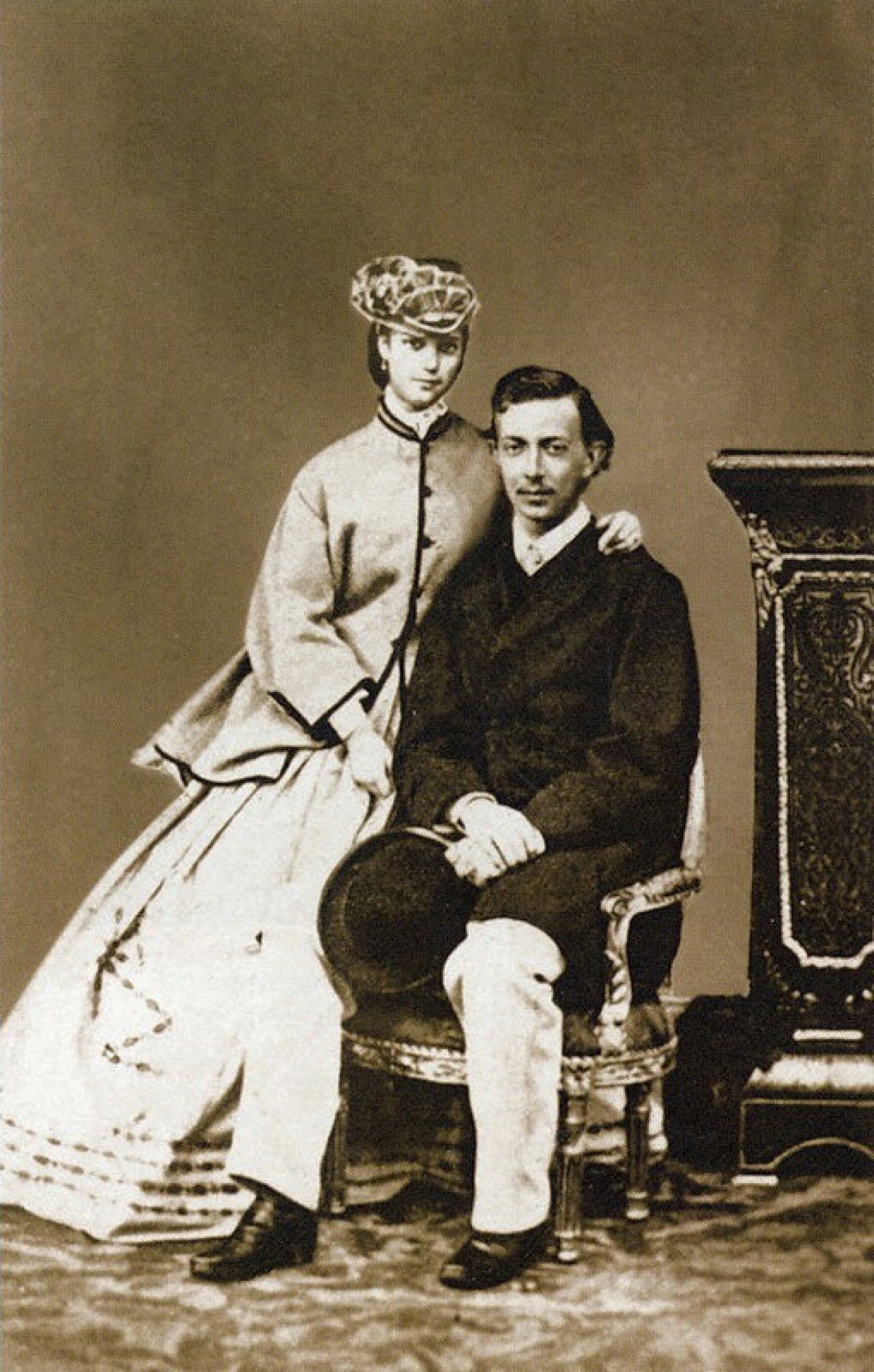
婚約時のニコライとダウマー

そこで白羽の矢が立ったのがデンマーク王クリスチャン9世の次女ダウマーだった。ダウマーの兄には、長男のデンマーク王太子フレゼリク（後のフレゼリク8世）、ギリシャ王となった次男ヴィルヘルム（ギリシャ名ゲオルギウス1世）、姉にはイギリス皇太子妃アレクサンドラがおり、政略結婚の相手として申し分なかった。プロイセン・オーストリア連合との戦争に敗れたばかりのデンマーク側も大国ロシアの後ろ盾を欲しており、両国の利害は一致した。更に、美しく聡明なダウマーはヨーロッパの王家の花嫁候補として非常に人気があり、彼女にはイタリア王太子ウンベルト（後のウンベルト1世）や、イギリスのヴィクトリア女王の次男アルフレートとの縁談も存在した。
1864年9月1日、第二次シュレースヴィヒ＝ホルシュタイン戦争の終戦後にニコライは初めてデンマークを訪れ、翌日ダウマーと初対面を果たした。政略的な縁談であったにも関わらず、二人は互いに一目で恋に落ちて深く愛し合うようになり、9月28日に婚約し、10月2日に発表された。ニコライの求婚に対し、ダウマーはキスで答えたというロマンチックな逸話がある。ダウマーは兄ヴィルヘルムに「彼のことを知っていたら、彼の妻だと言えることがどれほど幸福なことか理解してもらえるのに」と書き、ニコライは母マリアに「彼女はとても可愛く、素直で、賢く、活動的」だと説明している。ニコライがデンマークを離れた後、二人は毎日のように手紙を書き合った。
この婚約は、本人たちの意に沿うだけではなく、ロシア、デンマーク両国で人気があり、それぞれの両親もこの結果に満足していた。

### 病と死
幼少期のニコライは虚弱気味で、中性的な顔立ちをしていた。同世代の政治思想家ピョートル・クロポトキンは、17歳頃の皇太子の外見について「いささか女性的すぎるというくらいの、並外れた美男子であった」と評している。父アレクサンドル2世は自身よりも人気がある長男に嫉妬し、自分の前で意見を述べることや自分に助けを求めることを禁じたり、大勢の前で罵倒したりするなど、理不尽で非情な態度を取った。皇帝は息子を「男らしくない」と考え、厳しい軍事演習を強いた。その結果、1860年の障害物レース中に落馬事故が起き、背骨を強打した。怪我は深刻なものだったが、その後適切な措置は取られなかった。ニコライ自身も無理をし、痛みを隠そうと努め、その結果命を縮めた。
1864年4月頃から次第に不調を隠すことが難しくなり、痩せて青ざめ、度々病臥するようになったが、単なる風邪と誤診された。同年9月、皇太子は外遊中のベルリンで背骨の痛みを訴えたが、父アレクサンドル2世は息子の体調不良に理解がなく、「些細な関節痛」と一蹴しプロイセン軍との長時間にわたる合同軍事演習を強要した。しかし実際は事故が原因で激痛を伴う脊椎結核を発症し、脊椎の一部が壊死してしまっていた。

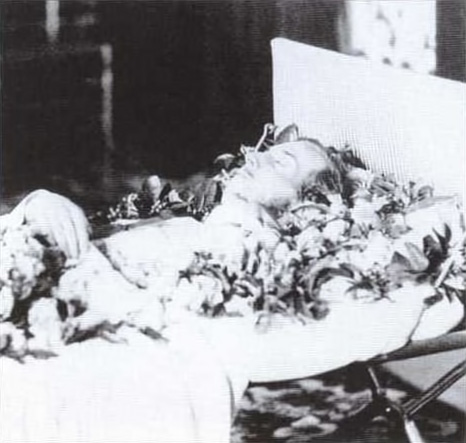
死の床のニコライ（1865年4月）

ニコライの病状は誤診もあり危険視されず、無理をして外遊を続けたのが祟り、11月末にフィレンツェで倒れた。一ヶ月後、皇太子は療養地として高名だったニースに移されたが、病状は急速に悪化し、結核は脳に転移して当時不治の病であった結核性髄膜炎に発展した。しかしここでも医学の未発達による誤診が続き、病名が判明したのは死の前日であった。
1865年4月17日、病の進行により脳内出血を起こして危篤状態に陥り、一週間後の4月24日、駆けつけた家族や婚約者に看取られ、ニースで客死した。病理解剖により、怪我が原因で発生したと考えられる脊柱起立筋の腫瘍、そこから発展した脊椎結核とそれよる椎骨の壊死、リンパ節結核、結核性髄膜炎による髄膜全体の炎症と脳内出血、肺結核、並びに頭蓋骨内の骨性乳頭が脳に深く侵入していたことが確認された。背中の怪我を起点に全身が結核に蝕まれており、解剖を担当した医師ニコライ・ピロゴフは「生前彼がどれほど苦しんだかを考えると恐ろしい」と述べ、死の前日に初めて皇太子を診察した医師ヨハン・フォン・オッポルツァーは「故人に対する誤った対処と治療は死を早め、彼を早く身体的な苦痛から救うことになっただろう」と述べた。
死の床でニコライは父アレクサンドル2世に、自分の代わりに帝位継承者となる弟アレクサンドルを大切にするように進言している。また、ニコライはダウマーに、自分が死んだらアレクサンドルと結婚するよう頼んだ、と信じられている。
ダウマーは愛する婚約者の急逝に嘆き悲しみ、一時は心身を病むほどだったが、翌年11月9日アレクサンドルとダウマーは結婚することになる。結婚後の半生をニコライの養育に注ぎ込んできた母マリアは、愛息の死に打ちのめされ、二度と立ち直れなかった。
遺体はフリゲート艦アレクサンドル・ネフスキー号でペテルブルクに輸送され、首座使徒ペトル・パウェル大聖堂に埋葬された。ニースの没地には礼拝堂が建てられている。
ニコライを「何よりも愛していた」弟のアレクサンドルは、彼の死の三年後に生まれた、兄の元婚約者であるダウマーとの間の長男にニコライと名付けた。父称も含めて同姓同名である彼は、後のニコライ2世である。

## 人物
ニコライは極めて頭脳明晰で才能豊かな人物として知られ、彼の教育主任であるセルゲイ・ストロガノフが「非凡な、病的なまでの知性」と心配するほどだった。彼に哲学と法学を教えたボリス・チチェーリンは「ロシア史上どころか世界史上で最も教養ある君主になるだろう」、経済学を教えたアレクサンドル・チヴィリョフは「頭脳労働にかけては天才的」と絶賛し、歴史を教えたモスクワ大学教授セルゲイ・ソロヴィヨフは、「十年に一人でもモスクワ大学で彼ほどのロシア史の学識を持つ学生を育てられたなら、私は教師として誇ることができるだろう」と述べた。
母語ロシア語の他、英語、フランス語、ドイツ語と、古ロシア語や教会スラヴ語などの古語を解した。特技は水泳と乗馬。
責任感が強く真面目な性格で、友人のウラジーミル・メシチェルスキーは、「彼は常に理想的な皇太子であり続けることが己の責務であると考えていた」と書いている。同じく友人のセルゲイ・シェレメチェフは、「彼は常に礼儀正しくて愛想が良く、観察力があり、言葉や振る舞いに細心の注意を払っていた。細身の美しい身体、表情豊かな大きな目と緩やかに波打つ茶髪を持つ彼は好かれないはずがなく、あらゆる人に好印象を抱かせた」と書いている。
政治家セルゲイ・ウィッテは幼少期に6歳年上のニコライに会ったことがあり、自身の回想録に「驚くほどの美男子で衝撃を受けたことを覚えている」と書いている。
謙虚で心優しく、ポケットマネーの大半を生活困窮者への支援や苦学生のための奨学金に使い、積極的に市民と交流し陳情に応えた皇太子は、階級や思想を問わず国民から広く慕われ、弟アレクサンドルは「親しい人達は勿論、ほとんど接点がない人達でさえ彼を愛していた」と回想している。長司祭ヴァシリー・プリレジャーエフは、「この青年は聖人だ」と賞賛している。
この非の打ち所のなさから、皇太子が外遊中に会談したイタリア首相ラ・マルモラは「この青年は完璧だ」と羨み、叔父のコンスタンチンは彼を「完璧の極致」と評し溺愛した。
ロマノフ家では珍しく、思想はリベラル的で、父アレクサンドル2世の大改革を継ぎ、農奴解放の完遂、地方自治の強化、教育や医療、救貧制度の拡張、体罰の禁止、劣悪な刑務所の環境改善など、人道的な政策を行うことを理念とした。
それゆえに、ニコライの早逝は多くの人に惜しまれ、ロシアにとって非常に大きな損失となった。皇太子を「ロシアの希望」と呼び慕っていたコンスタンチン・ポベドノスツェフは、「ロシアの運命にとって彼の死は決定的な瞬間だったと確信している」と述べ、自身の政治思想を改める切っ掛けの一つにもなった。

## 参考
- Б. Н. Чичерин. Воспоминания.
- В. П. Мещерский. Воспоминания.
- П. А. Кропоткин. Записки революционера.
- Ф. А. Оом. Воспоминания.
- С. Д. Шереметев. Мемуары.
- С. Ю. Витте. Воспоминания.
- Inger-Lise Klausen. Tak for dansen, Louise. Lindhardt og Ringhof. (2003).
- Татьяна Вербицкая. Несостоявшийся император. (2010).